# Uniform Polychora Project
Het Uniform Polychora Project in de meetkunde is een gezamenlijke inspanning om lichamen in ruimten van meer dan drie dimensies te vinden. De projectdoelstellingen: informatie verzamelen over polychora en polytopen in dimensies hoger dan 4 en het catalogiseren van de vormen om een complete lijst samen kunnen te stellen. Onder andere Norman Johnson heeft een belangrijke bijdragen geleverd.
John Conway en Michael Guy toonden in het midden van de jaren 1960 door gebruik te maken van computers aan dat er precies 64 convexe nonprismatische uniforme polychora zijn. Thorold Gosset heeft de convexe uniform polytopes met regelmatige zijvlakken compleet gecatalogiseerd. 
De grote meerderheid van uniforme polychora werd door Jonathan Bowers ontdekt, terwijl het Uniform Polychora Project de rest heeft gevonden. Er zijn in totaal 1849 uniforme polychora buiten de oneindige families van prismatische polychora gevonden. Voor 2005, toen het project een strengere definitie van een uniforme polychoron is gaan voeren, bedroeg het totale aantal nog 8190. Zoals verwacht kon worden is over uniforme polytopen in vijf dimensies en meer veel minder bekend. 
Voorbeelden van voorkomende begrippen in het onderzoek naar ploychora zijn hyperkubus en hypervlak.
- (en)  J Bowers. Uniform Polychora and Other Four Dimensional Shapes.